# Issa Ayyoub
Issa Ayyoub ist ein jordanischer Politiker und Diplomat. Von 2007 bis 2011 war er Leiter der Jordanischen Botschaft in Deutschland.  

## Leben
Er absolvierte das Collège De La Salle in Ägypten und studierte von 1974 bis 1978 an der Universität Warwick. Issa Ayyub schloss als Bauingenieur mit einem Bachelor of Science ab. Von 1978 bis 1980 arbeitete er als Bauleiter für das jordanische Verkehrsministerium am Queen Alia International Airport. Bis 1983 schloss sich eine Tätigkeit als Projektmanager für die Al Salah Contracting Company in Al-Azraq an. Im Anschluss war er bis 1989 als Abteilungsleiter und bis 1995 Direktor im Verkehrsministerium in Amman. Von 1995 bis 2000 war er Sekretär im Ministerium, bis er  im Jahr 2000 kurzzeitig jordanischer Verkehrsminister wurde.
Im Jahr 2000 ging er als Generaldirektor zum Unternehmen Arab Potash Company. Von 2003 bis 2007 hatte er den Vorsitz im Unternehmen inne. Seine Regierung berief ihn im Jahr 2007 als Außerordentlciehnund Bevollmächtigten Botschafter an die Botschaft die gerade vom damaligen Sitz bei Bonn nach Berlin gezogen war. Weitere Akkreditierungen bestanden für Dänemark, Finnland, Polen und Schweden. 
2011 kehrte Issa Ayub zurück nach Jordanien und war in Akaba bis 2012 Chief Commissioner der Sonderwirtschaftszone Akaba.